# Аудитор (фільм)
«Аудитор» (англ. The Accountant) — американський фільм-трилер, знятий Ґевіном О'Коннором. Прем'єра стрічки в Україні відбулася 3 листопада 2016 року. Фільм розповідає про бухгалтера-криміналіста, який працює на темних особистостей.

## Синопсис
У той час як математик-савант підтасовує бухгалтерські звіти для нового клієнта, Міністерство фінансів починає слідкувати за його діяльністю, і кількість трупів починає зростати.

## У ролях
- Бен Аффлек — Кріс Вульфф
- Анна Кендрік — Дена Каммінгс
- Джонатан Сіммонс — Рей Кінґ
- Джон Бернтал — Брекстон Вульфф
- Синтія Аддай-Робінсон — Мерібет Медіна
- Джефрі Тембор — Френсіс Сільвербергор
- Джон Літгоу — Ламар Блекберн
- Джин Смарт — Рита Блекберн

## Український Дубляж
- Студія: Постмодерн
- Перекладач: Олег Колесніков
- Режисер дубляжу: Катерина Брайковська
- Звукорежисер: Олександр Мостовенко

Ролі дублювали:
- Кріс — Андрій Твердак
- Рей — Євген Пашин
- Дана — Катерина Брайковська
- Мерібет — Катерина Качан
- Брекстон — Дмитро Гаврилов

А також: Олександр Ігнатуша, Віктор Григор'єв, Юрій Кудрявець, Євген Сардаров,

## Виробництво
Знімання фільму почали 19 січня 2015 року в Атланті, штат Джорджія.

## Сприйняття

### Оцінки
Фільм отримав хороші відгуки: Rotten Tomatoes дав оцінку 50 % на основі 207 відгуків від критиків (середня оцінка 5,6/10) і 85 % від глядачів зі середньою оцінкою 4,1/5 (27 731 голос). Загалом на сайті фільм має змішані оцінки, фільму зарахований «гнилий помідор» від кінокритиків, проте «попкорн» від глядачів, Metacritic — 51/100 (45 відгуків критиків) і 7,7/10 від глядачів (147 голосів). Загалом на цьому ресурсі від критиків фільм отримав змішані відгуки, а від глядачів — схвальні, IGN — 7,3/10 (хороший), Internet Movie Database — 7,7/10 (26 385 голосів).

### Касові збори
Під час показу у США, що розпочався 14 жовтня 2016 року, протягом першого тижня фільм показали у 3 332 кінотеатрах і він зібрав 24 710 273 $, що на той час дозволило йому зайняти 1 місце серед усіх прем'єр. Станом на 6 листопада 2016 року показ фільму триває 24 дні (3,4 тижня), зібравши за цей час у прокаті у США 70 858 194 долари США, а у решті світу 38 500 000 $, тобто загалом 109 358 194 долари США при бюджеті 44 млн доларів США.